# Jump Super Stars
Jump Super Stars es un videojuego de lucha crossover 2D para la Nintendo DS, basado en los personajes de Weekly Shōnen Jump. Fue desarrollado por Ganbarion y publicado por Nintendo. El juego fue lanzado el 8 de agosto de 2005 en Japón y acompañó al lanzamiento de una Nintendo DS roja. Una secuela, Jump Ultimate Stars, fue lanzada en Japón el 23 de noviembre de 2006.

## Jugabilidad
Jump Super Stars presenta personajes de la revista manga japonesa Weekly Shōnen Jump. El juego admite 2-4 jugadores en multijugador y cuenta con más de 75 misiones.
Koma (panel) es el término para los personajes que el jugador puede usar en el juego. Cada koma usa de 1 a 7 cuadrados del mazo de koma en la pantalla inferior de Nintendo DS. El mazo tiene 20 cuadrados (4 x 5) para que el jugador coloque su koma.
Hay tres tipos de koma: koma de ayuda, koma de apoyo y koma de batalla.
- Los koma de ayuda tienen solo un cuadrado de tamaño. Mejorarán o ayudarán a los jugadores en el juego, pero no aparecerán en la pantalla de batalla.
- Los koma de soporte son de dos a tres cuadrados de tamaño. Estos koma aparecerán brevemente en la pantalla de batalla para ayudar al jugador, generalmente atacando, bloqueando, restaurando la salud o algún otro movimiento.
- Los koma de batalla tienen de cuatro a siete cuadrados de tamaño, y estos koma luchan a lo largo de cada ronda. Estos koma representan los personajes que el jugador controla en la pantalla de batalla, y el jugador puede cambiar entre personajes tocando su koma en el mazo de koma como una batalla de etiquetas.

El jugador puede construir y almacenar hasta diez mazos de koma, y cada mazo debe tener al menos un koma de ayuda, un koma de apoyo y un koma de batalla para que sea válido para su uso en la batalla. También hay un conjunto de mazos predefinidos que el jugador puede usar, pero el jugador no puede cambiarlos ni eliminarlos. También es posible intercambiar mazos entre amigos, pero no podrán editar los mazos.
El refuerzo de aliados se realiza colocando koma uno al lado del otro en el creador de mazos. Si los koma colocados uno al lado del otro son "compatibles", sus atributos subirán. Los personajes de batalla pueden obtener una barra de salud más larga o aumentar el número máximo de indicadores de ataque especiales.

## Series representadas
Esta es una lista de series representadas en Jump Super Stars. La mayoría de los personajes principales de cada serie aparecen como personajes dentro de los juegos. Hay 27 series en total.
Black Cat
- 4 personajes (1 batalla, 2 apoyo, 1 ayuda)
- Eve es un personaje seleccionable.
- Train Heartnet y Sven Vollfied son personajes de apoyo.

Bleach
- 6 personajes (1 batalla, 1 apoyo, 4 ayuda)
- Ichigo Kurosaki es un personaje seleccionable.
- Rukia Kuchiki es un personaje de apoyo.

Bobobo-bo Bo-bobo
- 11 personajes (2 Batalla, 2 Soporte, 7 Ayuda)
- *  Bobobo-bo Bo-bobo y  Don Patch son seleccionables caracteres.
- Jelly Jiggler y Gasser son personajes de apoyo.

Buso Renkin
- 3 personajes (1 batalla, 0 apoyo, 2 ayuda)
- Kazuki Muto es un personaje seleccionable.

Death Note
- 3 personajes (0 batalla, 2 apoyo, 1 ayuda)
- Light Yagami y L son personajes de apoyo.

D.Gray-man
- 3 personajes (1 batalla, 0 soporte, 2 ayuda)
- Allen Walker es un personaje seleccionable.

Dragon Ball
- 15 personajes (5 batalla, 1 apoyo, 9 ayuda)
- Goku, Vegeta, Gohan, Piccolo y Gotenks son personajes seleccionables.
- Krillin es un personaje de apoyo.

Dr. Slump
- 3 personajes (2 batalla, 0 apoyo, 1 ayuda)
- Arale Norimaki y Dr. Mashirito son personajes seleccionables.

Eyeshield 21
- 7 personajes (0 batalla, 3 apoyo, 4 ayuda)
- Sena Kobayakawa, Yoichi Hiruma y Ryokan Kurita son personajes de apoyo.

Gintama
- 8 personajes (1 batalla, 2 apoyo, 5 ayuda)
- Gintoki Sakata es un personaje seleccionable.
- Shinpachi Shimura y Kagura son personajes de apoyo.

Hunter × Hunter
- 6 personajes (1 batalla, 2 apoyo, 3 ayuda)
- Gon Freecss es un personaje seleccionable.
- Killua Zoldyck y Kurapika son personajes de apoyo.

Hikaru no Go
- 1 personaje (0 batalla, 1 apoyo, 0 ayuda)
- Hikaru Shindo (emparejado con Sai Fujiwara) es un personaje de apoyo.

JoJo's Bizarre Adventure
- 2 personajes (2 Batalla, 0 Soporte, 0 Ayuda)
- Jotaro Kujo (con Star Platinum) y Dio Brando (con The World) son personajes seleccionables.

Kochira Katsushika-ku Kameari Kōen-mae Hashutsujo
- 7 personajes (1 batalla, 3 apoyo, 3 ayuda)
- Kankichi Ryotsu es un personaje seleccionable.
- Daijiro Ohara, Keiichi Nakagawa y Reiko Katherine Akimoto son personajes de apoyo.

Mr. Fullswing
- 4 personajes (0 batalla, 1 apoyo, 3 ayuda)
- Amakuni Saruno es un personaje de apoyo.

Naruto
- 12 personajes (4 Batalla, 4 Soporte, 4 Ayuda)
- Naruto Uzumaki, Sasuke Uchiha, Sakura Haruno y Kakashi Hatake son personajes seleccionables.
- Shikamaru Nara, Rock Lee, Neji Hyuga y Hinata Hyuga son personajes de apoyo.

One Piece
- 8 personajes (5 batalla, 2 apoyo, 1 ayuda)
- Monkey D. Luffy, Roronoa Zoro, Nami, Sanji y Nico Robin son personajes seleccionables.
- Usopp y Tony Tony Chopper son personajes de apoyo.

Pyu to Fuku! Jaguar
- 6 personajes (1 batalla, 2 apoyo, 3 ayuda)
- Junichi Jaguar es un personaje seleccionable.
- Piyohiko y Hammer son personajes de apoyo.

Katekyō Hitman Reborn!
- 4 personajes (1 batalla, 1 apoyo, 2 ayuda)
- Tsuna Sawada (emparejado con Reborn) es un personaje seleccionable.
- Lambo es un personaje de apoyo.

Rurouni Kenshin
- 4 personajes (1 batalla, 2 apoyo, 1 ayuda)
- Himura Kenshin es un personaje seleccionable.
- Sagara Sanosuke y Saitō Hajime son personajes de apoyo.

Shaman King
- 7 personajes (2 batalla, 1 apoyo, 4 ayuda)
- Yoh Asakura y Anna Kyoyama son personajes seleccionables.
- Hao Asakura es un personaje de apoyo.

Slam Dunk
- 4 personajes (0 batalla, 2 apoyo, 2 ayuda)
- Hanamichi Sakuragi y Kaede Rukawa son personajes de apoyo.

Steel Ball Run
- 2 personajes (0 batalla, 1 apoyo, 1 ayuda)
- Gyro Zeppeli es un personaje de apoyo.

Ichigo 100%
- 7 personajes (0 batalla, 4 apoyo, 3 ayuda)
- Aya Toujou, Tsukasa Nishino, Satsuki Kitaoji y Yui Minamito son personajes de apoyo.

The Prince of Tennis
- 9 personajes (0 batalla, 6 apoyo, 3 ayuda)
- Ryoma Echizen, Kunimitsu Tezuka, Shusuke Fuji, Eiji Kikumaru (con Shuichiro Oishi), 
 Takeshi Momoshiro y Kaoru Kaido son personajes de apoyo.

Yu-Gi-Oh!
- 6 personajes (1 batalla, 0 apoyo, 5 ayuda)
- Yugi Mutou es un personaje seleccionable.

Yu Yu Hakusho
- 4 personajes (1 batalla, 2 apoyo, 1 ayuda)
- Yusuke Urameshi es un personaje seleccionable.
- Kurama y Hiei son personajes de apoyo.

## Lanzamiento
La empresa de videojuegos Tommo tenía derechos de distribución exclusivos para vender "Jump Super Stars" (y "Jump Ultimate Stars") en Norteamérica a través de minoristas como Best Buy y Fry's Electronics. Muchas pequeñas empresas recibieron un stock mínimo de estos juegos.[cita requerida]

## Recepción
Metacritic le dio 80/100 basado en 10 reseñas.

### Ventas
En su primera semana de disponibilidad, "Jump Superstars" vendió 220,912 copias. Fue el 19º juego más vendido de 2005 en Japón, vendiendo 464,076 copias.